# Luchthaven Misurata
Luchthaven Misurata (IATA: MRA, ICAO: ?) is een luchthaven in Misurata, Libië.
Er worden de volgende vluchten aangeboden:
- Buraq Air: Benghazi
- Libyan Airlines: Tripoli